# Kaoskult
Kaoskult je šesti studijski album norveškog black/viking metal sastava Helheim. Album je 21. travnja 2008. godine objavila diskografska kuća Dark Essence Records.

## Objava
Helheim je proslavio objavu albuma na nekonvencionalan način za black metal sastav: na dan objave održao je akustični koncert za najstariju djecu u samostanskom vrtiću u Bergenu.

## Popis pjesama
Tekstovi: V'gandr. 
| 1.    | »Det norrøne alter« (Nordijski oltar)                                  | H'grimnir            | 5:19 |
| 2.    | »Northern Forces«                                                      | H'grimnir            | 4:17 |
| 3.    | »Om smerte og liv« (O boli i životu)                                   | H'grimnir            | 7:32 |
| 4.    | »Om tilblivelsen fra gapende tomhet« (O začeću iz naizgledne praznine) | H'grimnir, Thorbjørn | 3:31 |
| 5.    | »Helheim 6« (instrumental)                                             | Hrymr, H'grimnir     | 2:50 |
| 6.    | »Åndevind« (Duhovjetar)                                                | V'gandr              | 6:07 |
| 7.    | »Symboler bakover og fremover« (Simboli unatrag i unaprijed)           | Thorbjørn            | 3:07 |
| 8.    | »Altered Through Ages, Constant in Time«                               | V'gandr              | 3:25 |
| 9.    | »Svart seid« (Crno čarobnjaštvo)                                       | Thorbjørn, H'grimnir | 4:45 |
| 40:53 |                                                                        |                      |      |

| Bonus pjesma s inačice Century Media Recordsa | Bonus pjesma s inačice Century Media Recordsa                          | Bonus pjesma s inačice Century Media Recordsa | Bonus pjesma s inačice Century Media Recordsa | Bonus pjesma s inačice Century Media Recordsa | Bonus pjesma s inačice Century Media Recordsa | Bonus pjesma s inačice Century Media Recordsa | Bonus pjesma s inačice Century Media Recordsa | Bonus pjesma s inačice Century Media Recordsa | Bonus pjesma s inačice Century Media Recordsa |
| Br.                                           | Skladba                                                                | Trajanje                                      |                                               |                                               |                                               |                                               |                                               |                                               |                                               |
| --------------------------------------------- | ---------------------------------------------------------------------- | --------------------------------------------- | --------------------------------------------- | --------------------------------------------- | --------------------------------------------- | --------------------------------------------- | --------------------------------------------- | --------------------------------------------- | --------------------------------------------- |
| 10.                                           | »Krefter av orden, destruksjon og kaos« (Sile reda, razaranja i kaosa) | 4:19                                          |                                               |                                               |                                               |                                               |                                               |                                               |                                               |
| 45:12                                         |                                                                        |                                               |                                               |                                               |                                               |                                               |                                               |                                               |                                               |

## Zasluge
| Helheim - V'gandr – vokali, bas-gitara - H'grimnir – vokali, ritam gitara, naslovnica - Thorbjørn – ritam i solo gitara - Hrymr – bubnjevi, programiranje Ostalo osoblje - Kristine Ristesund – fotografija | Dodatni glazbenici - Lindheim – klavijature - Royce – zborski vokali - Bjørnar E. Nilsen – zborski vokali, produkcija, inženjer zvuka - Mu – vokali (na pjesmi 6), klavijature (na pjesmi 8) |